# Wild Love
Wild Love es el cuarto álbum de Bill Callahan (también conocido como Smog), lanzado el 27 de marzo de 1995 por Drag City y relanzado en Europa en 2001 por Domino Records. Jim O'Rourke aparece como violonchelista en el álbum, siendo esta su primera colaboración con Smog. El productor de Drag City Rian Murphy ayudó a desarrollar una paleta musical más amplia que su predecesor Julius Caesar.
Cat Power hizo un cover de "Bathysphere" en su álbum de 1996 What Would the Community Think.

## Lista de canciones
1. "Bathysphere" – 4:50
2. "Wild Lov

e" – 1:35
1. "Sweet Smog Children" – 1:41
2. "Bathroom Floor" – 1:55
3. "The Emperor" – 1:11
4. "Limited Capacity" – 1:18
5. "It's Rough" – 4:45
6. "Sleepy Joe" – 3:53
7. "The Candle" – 2:26
8. "Be Hit" – 2:23
9. "Prince Alone in the Studio" – 7:15
10. "Goldfish Bowl" – 2:00